# Cetonia aurata
L'Ecarabat de les flors (Cetonia aurata) és una espècie de coleòpter polífag de la família dels escarabeids. Rep el nom específic pels reflexos daurats del seu exoesquelet. Mesura uns 20 mm de llarg, i la seva coloració metàl·lica pot variar de bronze, coure, violeta blava o grisa. Té una distintiva forma de "V" en el seu dors, l'escutel.
Aquests escarabats poden volar molt ràpid i es poden confondre amb borinots. S'alimenten del pol·len i nèctar de les flors. S'acostumen a veure en els dies càlids de l'any. Ponen els ous en matèria orgànica en descomposició. El seu cicle vital dura dos anys.
Aquests coleòpters es distribueixen per l'Europa central i meridional. Es consideren beneficiosos i les larves fan un bon compost. Els tons metàl·lics verds són produïts principalment per llum polaritzada circularment.
En el seu llibre Sincronicitat (1952), el psicòleg Carl Gustav Jung posa com a exemple a Cetonia aurata un esdeveniment sincrònic, ja que seguint el relat d'un somni d'un pacient Jung va veure com apareixia a la consulta un escarabat d'aquest tipus.

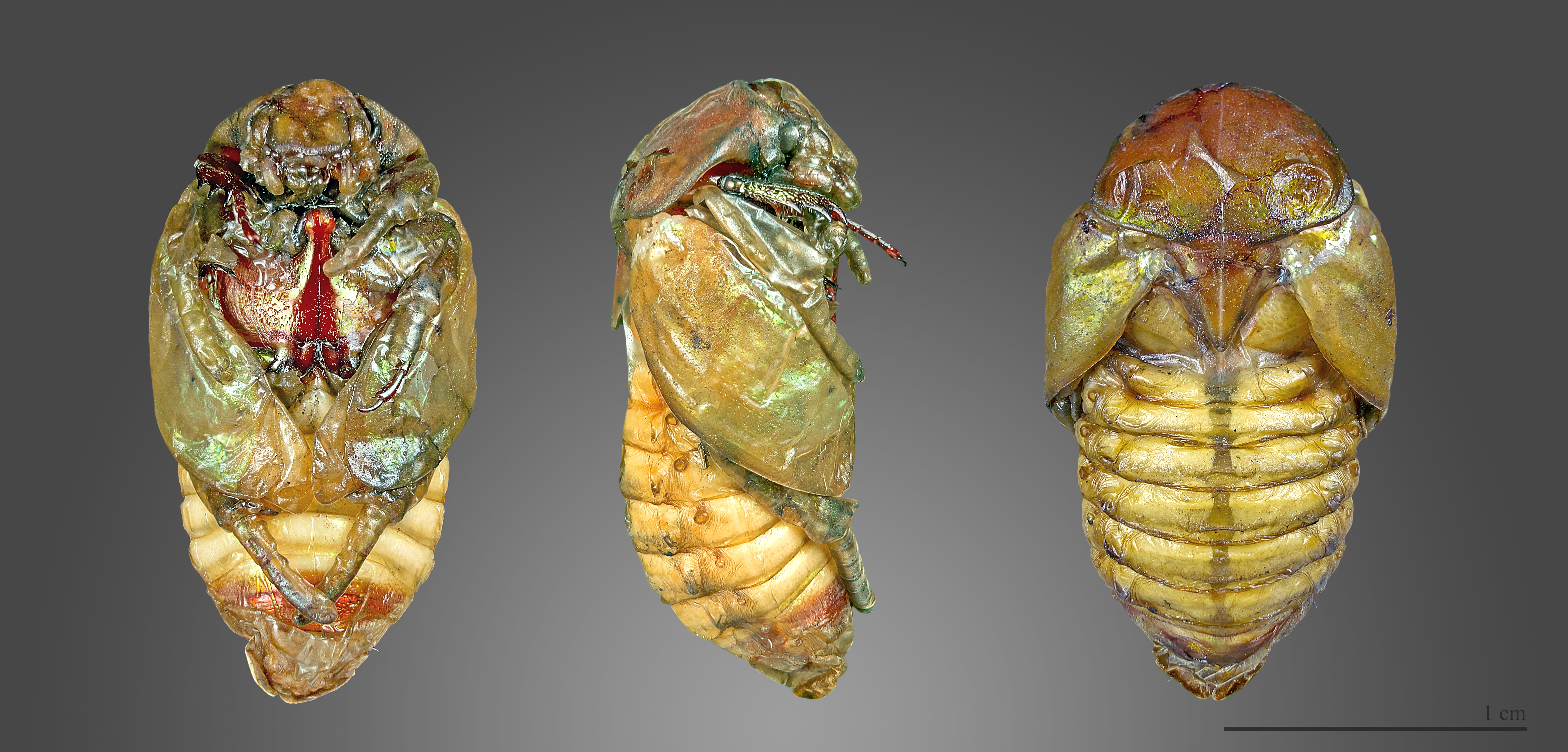
Nimfa
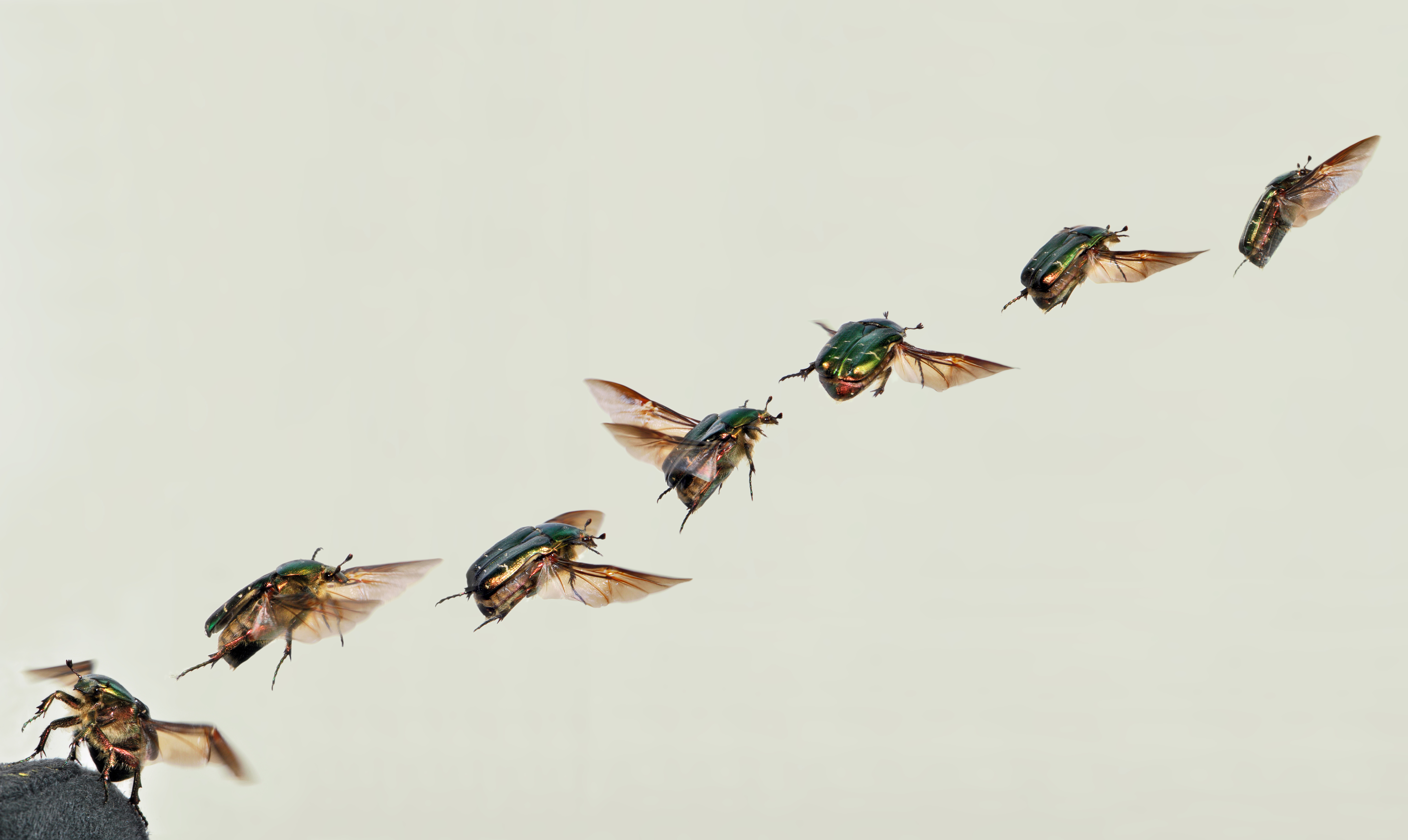
Patró de vol
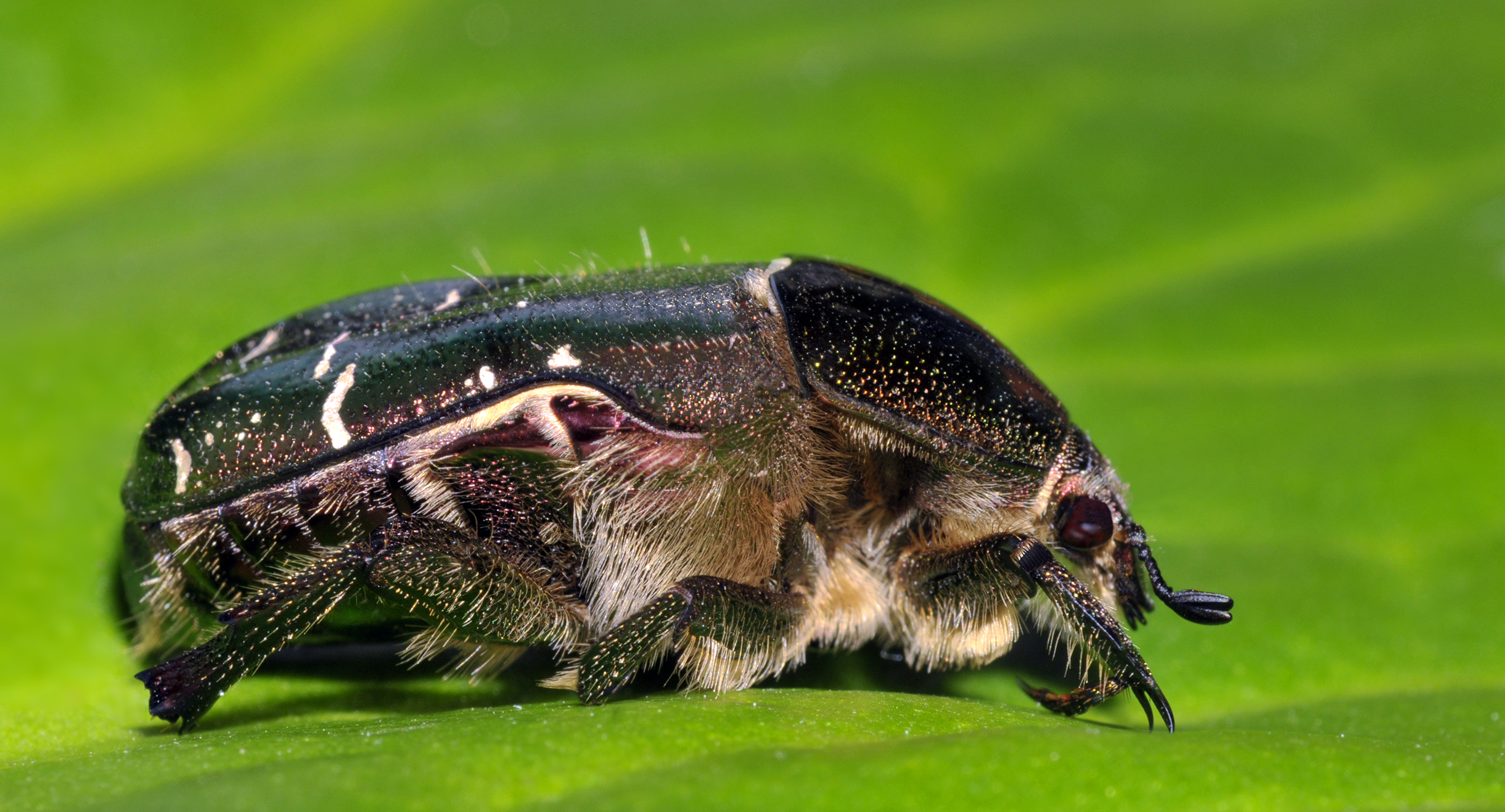
Vista lateral
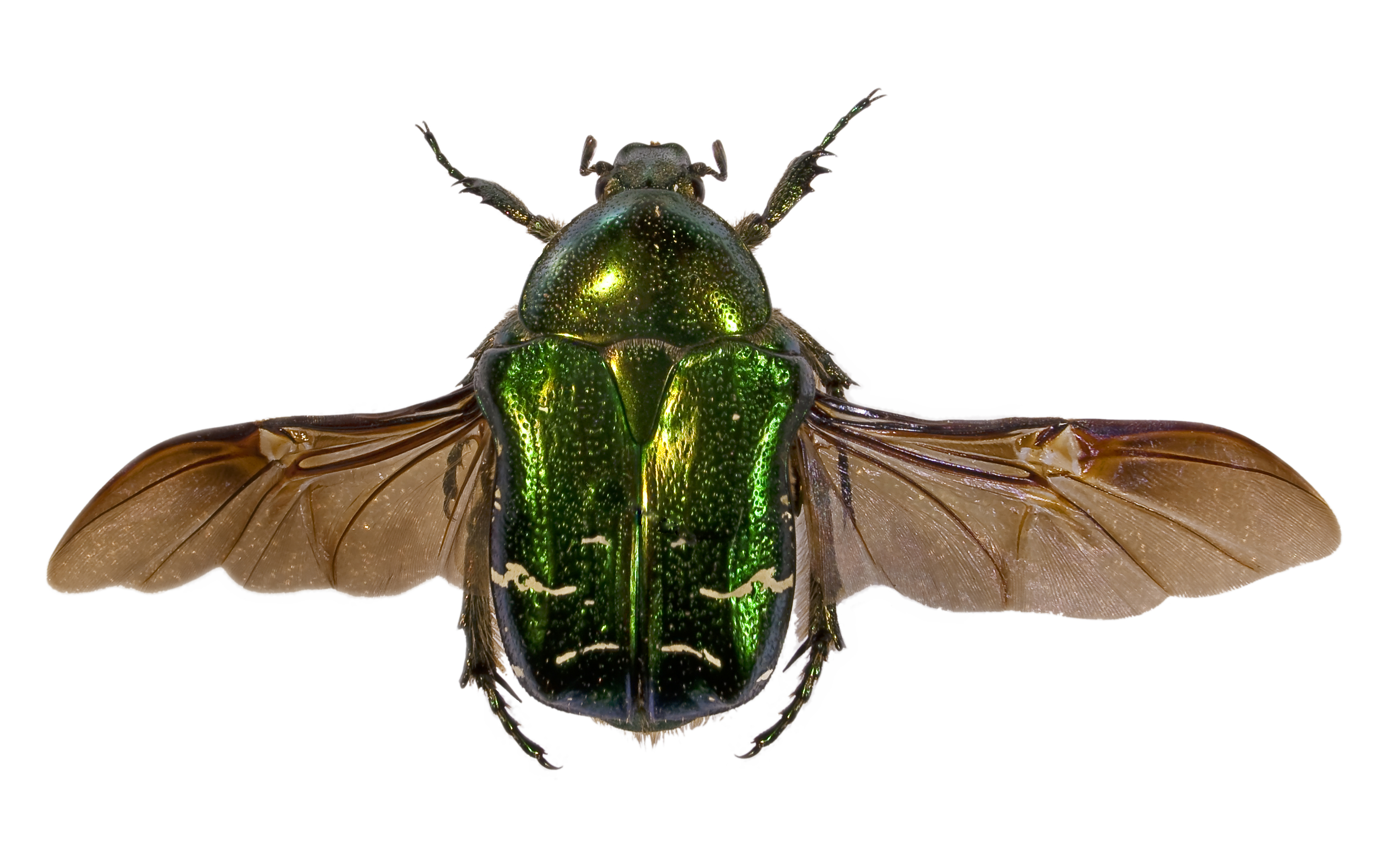
les ales esteses
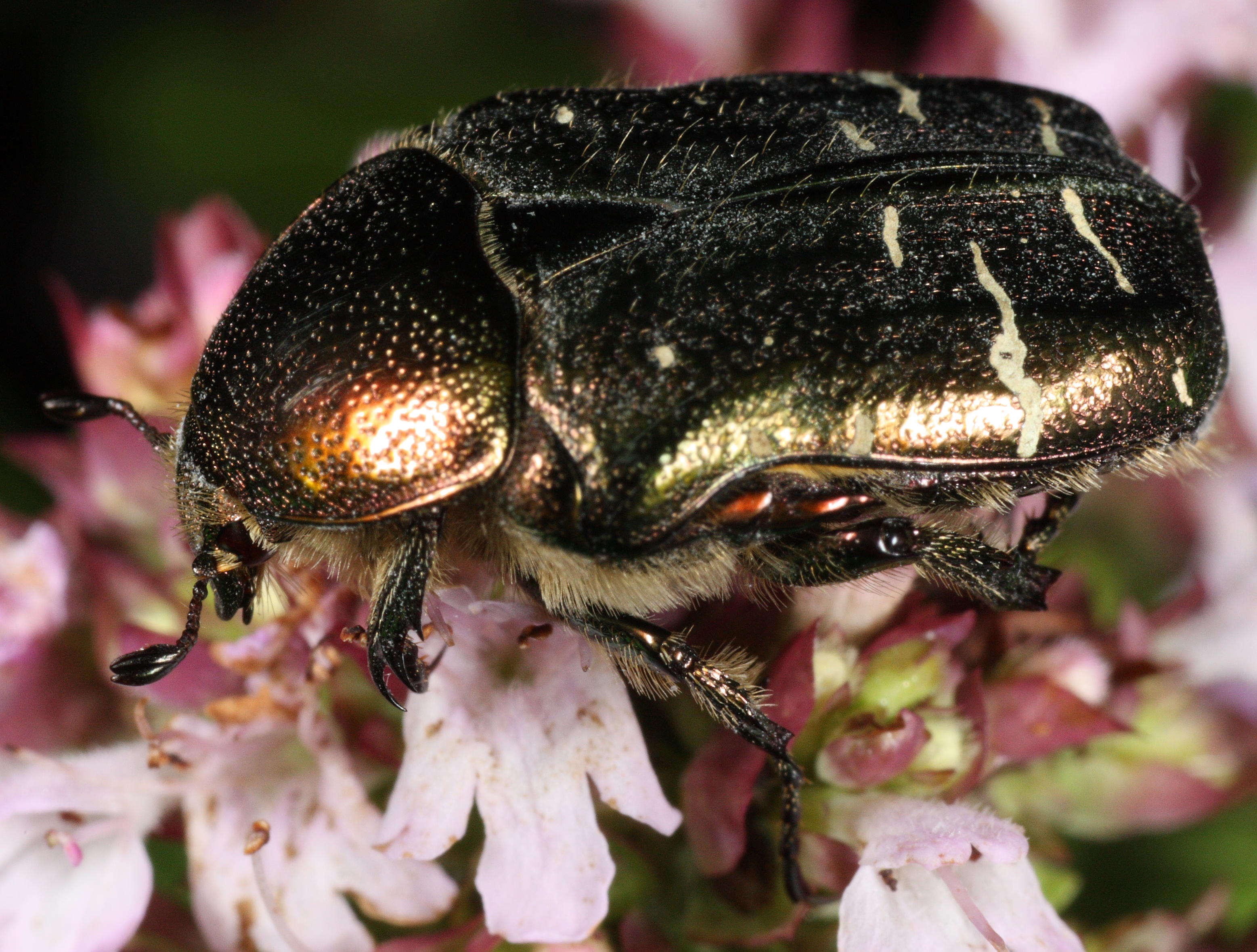